# برشاوشان منحني
برشاوشان منحني (الاسم العلمي: Adiantum curvatum) هو نوع من النباتات يتبع جنس البرشاوشان من الفصيلة الديشارية.